# Lamagistère
Lamagistère é uma comuna francesa na região administrativa de Occitânia, no departamento de Tarn-et-Garonne. Estende-se por uma área de 9,1 km². Em 2010 a comuna tinha 1 180 habitantes (densidade: 129,7 hab./km²).